# NGC 4404
NGC 4404 (другие обозначения — MCG -1-32-9, NPM1G -07.0365, PGC 40666) — галактика в созвездии Девы.
Ядро проявляет слабую активность типа LINER и сильно подвержено межзвёздному покраснению. По всей видимости, галактика взаимодействует с NGC 4403.
Этот объект входит в число перечисленных в оригинальной редакции «Нового общего каталога».